# Never Say Never (華原朋美の曲)
「Never Say Never」（ネヴァー・セイ・ネヴァー）は、日本の女性歌手、華原朋美の18枚目のシングル。

## 解説
日本テレビのバラエティ番組『進ぬ!電波少年』での全米デビュー企画（2000年8月 - 2001年2月）で、ダイアナ・キングやセリーヌ・ディオンなどのプロデューサーであるアンディ・マーヴェルに認められ得た楽曲の日本語バージョン。日本に凱旋帰国後、2001年4月18日にリリースした。レゲエテイストのアップテンポナンバー。カップリングに原曲の英語バージョンが収録された。
日本語詞は元プリンセス プリンセスのギタリストで作詞家の中山加奈子が担当。『電波少年』での華原に感動した中山が逆オファーして日本語詞を提供した。ディスクジャケット・MVは茨城県鹿嶋の海で撮影された。出荷枚数で15万枚に達するヒットとなった。

## 収録曲
1. Never Say Never [Japanese version]
2. Never Say Never [English version]
3. Never Say Never [Instrumental version]

作詞・作曲：Andy Marvel, Billy Mann & Jennifer Paige
編曲：Andy Marvel
日本語詞：Kanako Nakayama

## 楽曲の収録アルバム
Never Say Never [japanese version]
オリジナル・アルバム
- 「Love Again」

ベスト・アルバム
- 「Natural Breeze ～KAHALA BEST 1998-2002～」
- 「Super Best Singles ～10th Anniversary〜」
- 「ALL TIME SINGLES BEST」